# Litlkorsnestinden
Litlkorsnestinden est une montagne sur l'île d'Austvågøya, dans la commune de Hadsel, dans le comté de Nordland, en Norvège.

## Géographie
Litlkorsnestinden culmine à 980 m et surplombe la baie Rørhopvågen sur la rive ouest du Raftsund.

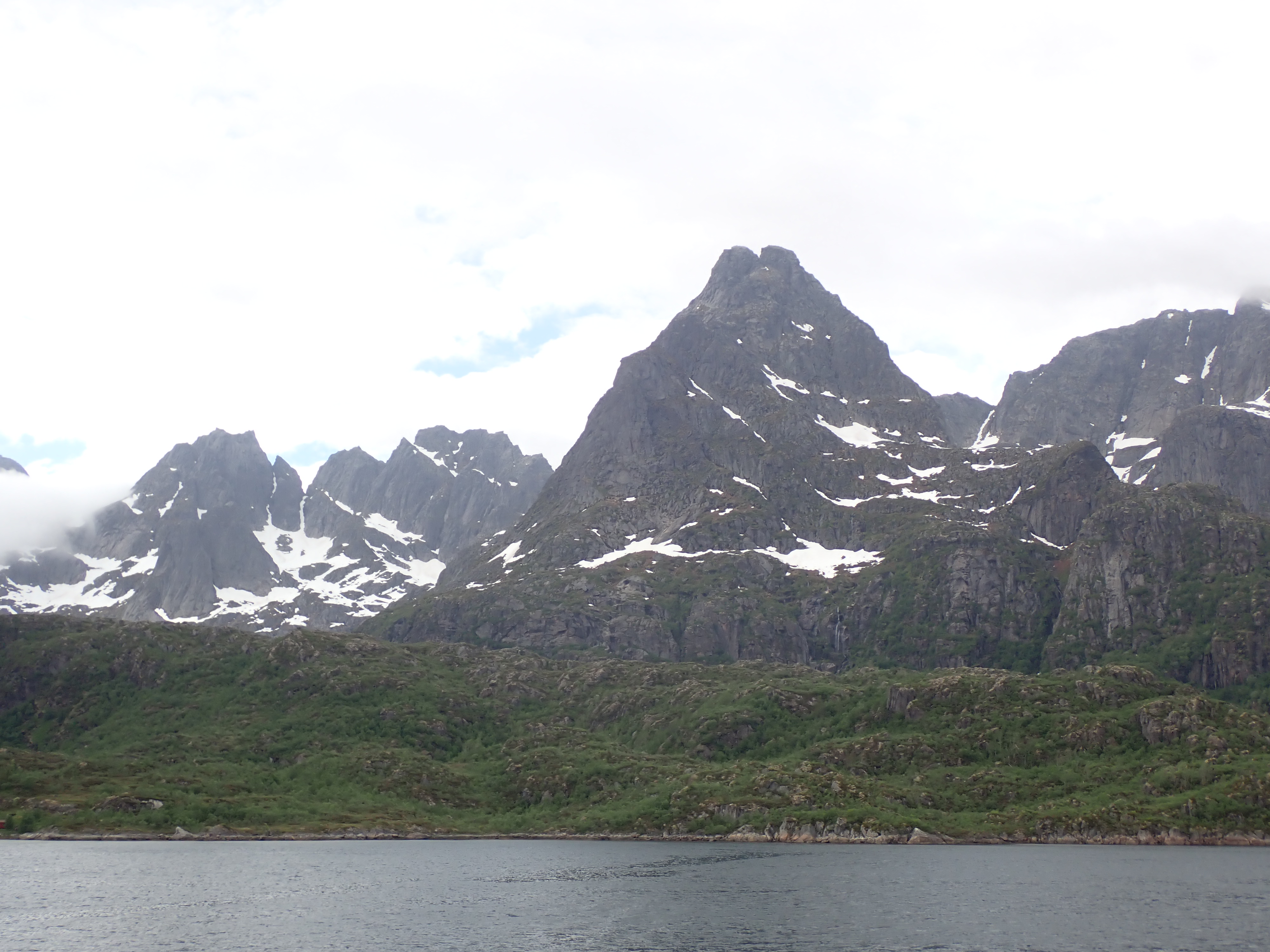
Vue de la face sud de Litlkorsnestinden.

## Histoire
La première ascension été réalisée en 1910 par les alpinistes norvégiens, Ferdinand Schjelderup, Alf Bonnevie Bryn et Carl Wilhelm Rubenson.

## Ascension
L'ascension de Litlkorsnestinden est l'une des plus difficiles de Norvège.